# Drive (filme)
Drive (bra: Drive; prt: Drive: Risco Duplo) é um filme policial neo-noir de drama e suspense estadunidense de 2011, dirigido pelo dinamarquês Nicolas Winding Refn e escrito por Hossein Amini. É estrelado por Ryan Gosling, Carey Mulligan, Bryan Cranston e Albert Brooks.
Drive recebeu críticas geralmente favoráveis.

## Sinopse
Durante o dia, um misterioso e soturno motorista (Ryan Gosling) trabalha como mecânico e dublê automobilista de filmes de Hollywood. À noite, ele se dedica como piloto de fuga de bandidos e mafiosos. Este motorista também é vizinho de Irene (Carey Mulligan), uma solitária garçonete que é casada e tem um filho com Standard Gabriel (Oscar Isaac). Ao aproximar-se da moça e da criança, o motorista começa a criar um forte relacionamento com ambos até a volta de Standard, que acaba de sair da prisão. Percebendo a situação difícil de Standard, o motorista se dispõe a ajudá-lo num assalto que pagaria sua dívida aos criminosos. Entretanto, o golpe dá errado e mostra uma incrível reviravolta, colocando em risco as vidas do motorista, Irene e seu filho.

## Produção
Apesar de Drive partilhar várias características com o filme The Driver, dirigido por Walter Hill em 1978, ele é uma adaptação do romance de mesmo nome escrito por James Sallis em 2005, com roteiro de Hossein Amini.
Como o livro, o filme segue a história de um dublê de Hollywood que também trabalha como motorista de escape para ladrões. Antes de ser lançado comercialmente em setembro de 2011, o filme foi mostrado em vários festivais. No Festival de Cannes de 2011, Drive foi muito elogiado e aplaudido de pé por cerca de 10 minutos. Nicolas Winding Refn, diretor do longa, venceu o prêmio de melhor diretor na cerimônia, dizendo que Drive foi inspirado em vários filmes da década de 1980.
Filmado e ambientado em Los Angeles, o filme foi gravado em formato digital com câmeras Arri Alexa. Os veículos utilizados durante o longa foram: Chevelle Malibu 1973, Impala 2006 e um Mustang GT 2011, estes utilizados pelo personagem "O Motorista", Monte Carlo NASCAR e um Chrysler 300.

## Trilha sonora
Entre as músicas selecionadas para o filme está "Nightcall", de Kavinsky, que conta com a participação da brasileira Lovefoxxx e é a primeira durante os créditos iniciais. James Verniere, do Boston Herald, deu à trilha original do longa um A, afirmando: "As pessoas não apenas assistem a Drive; elas estão ouvindo-o também... A trilha sonora de Drive é uma parte absoluta da experiência do filme, uma vez que você o assiste, você não consegue imaginá-lo sem sua trilha". O crítico da AllMusic James Christopher Monger destacou as faixas "Nightcall", "I Drive", "Hammer" e "Bride of Deluxe" como suas preferidas. Mayer Nissim, do Digital Spy, deu à trilha sonora uma classificação de quatro estrelas, com cinco sendo o máximo, dizendo que ela é tão importante quanto o próprio filme. Ela especificou que começar com as faixas não-originais de Martinez em vez de misturá-las para uma experiência de audição mais agradável custou à trilha a nota máxima.

## Recepção
No agregador de críticas Rotten Tomatoes, que categoriza as críticas apenas como positivas ou negativas, 93% das 267 críticas são positivas. O consenso crítico do site diz: "Com sua mistura hiperestilizada de violência, música e imagens impressionantes, Drive representa uma visão totalmente realizada [de filmes do gênero] arthouse action en." Já no agregador Metacritic, que amostrou  avaliações, o filme tem uma média ponderada de 78 entre 100, com a indicação de revisões "geralmente favoráveis".
Para Luiz Carlos Merten, é um suspense violento mas o personagem principal não perde a ternura. Já Isabela Boscov classificou como o melhor filme americano de 2011.